# 三菱ASX
- 關於日規版車型，請見「三菱RVR」。

三菱ASX（日语：三菱·ASX）乃是日本三菱汽車自2010年迄今所開發生產的次緊湊型跨界休旅車，自2023年起三菱ASX改以第二代雷諾Captur換牌貼標的方式銷售。

## 概要
2010年此車款推出時，在原廠的跨界休旅車產品線中次於三菱Outlander，直到2017年三菱Eclipse Cross上市之後才填補了兩者之間的空白。由於三菱和其他汽車廠之間的聯盟策略，2012年第一代車型換牌貼標成標緻4008、雪鐵龍C4 Aircross，2023年起第二代車型則改以換牌的雷諾Captur銷售。
日規版稱作「三菱RVR」，外銷版則叫做「三菱ASX」，來自「Active Sports Crossover (X)」的縮寫。

## 歷史

### 第一代GA/XA/XB/XC/XD系（2010年迄今）
詳情請參照三菱RVR。

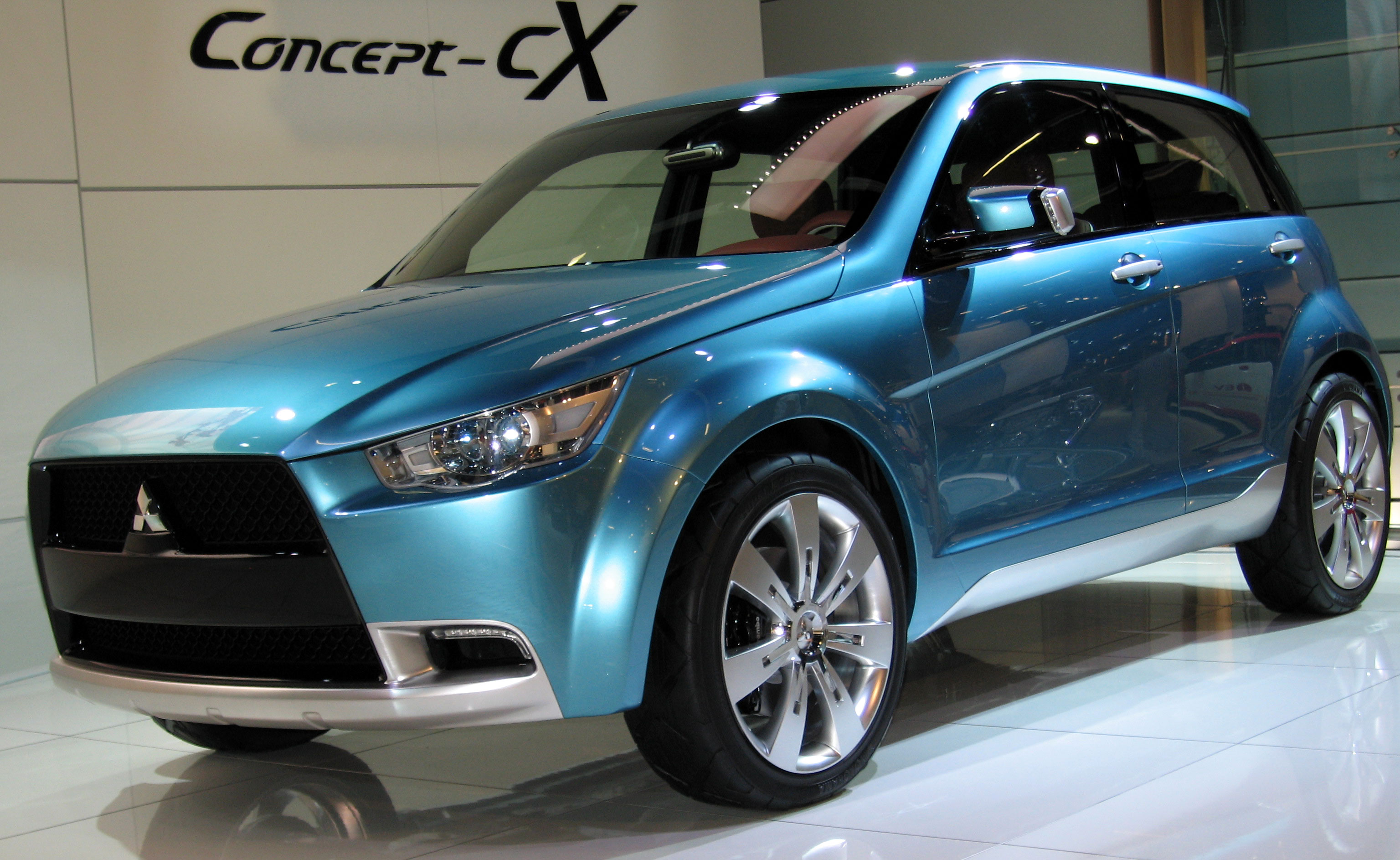
Concept-cX概念車

2007年 - 7月開幕的第62屆法蘭克福車展上，三菱汽車公開「Concept-cX」概念車，其外型設計影響了日後上市的三菱RVR。
2010年 - 2月17日大改款的第三代RVR在日本正式發售，除了和三菱Galant Fortis（亦即第七代Lancer）共用三菱GS平台之外，也流用了許多零件，且車體風格搖身一變成為五門次緊湊型跨界休旅車。車頭造型也沿用Galant Fortis及第十代三菱Lancer Evolution相同的「Jet Fighter」設計理念，車身採用RISE高剛性車體結構，動力來自1.8L直列四缸DOHC 4B10型引擎，可輸出139hp / 6,200rpm的馬力、17.5kg·m / 4,200rpm的扭力；搭配INVECS-III型模擬六速CVT無段變速系統，並配合煞車動能回收系統與電動動力轉向裝置達成低油耗表現。在底盤方面，採用前輪麥花臣、後輪多連桿之懸吊設定，電子四輪傳動系統和Galant Fortis一樣可支援 2WD、4WD Auto與4WD Lock差速器鎖定等切換模式。稍後在3月日內瓦汽車展發表上市的歐規版「三菱ASX」，則另有1.8L直列四缸DOHC 4N13型渦輪增壓柴油引擎搭配六速手動排檔變速箱的組合。
原廠於同年4月23日開幕的第11屆北京國際汽車展覽會公開展示三菱RVR，後來8月24日採取進口的方式上市，叫做「三菱ASX勁炫」。所配置的動力為2.0L直列四缸DOHC 4B11型引擎，配合INVECS-III型模擬六速CVT無段變速系統，分成二驅及四驅等車型。
2011年 - 位於美國伊利諾伊州諾默爾的三菱汽車北美公司製造部門（今鑽石星汽車）開始製造生產三菱Outlander Sport，以2.0L直列四缸DOHC 4B11型引擎搭配INVECS-III型模擬六速CVT無段變速系統，可輸出148hp / 6,000rpm的最大馬力、145lb-ft / 4,200rpm的扭力峰值。12月6日臺灣中華汽車工業以進口方式導入三菱ASX，區分成1.8L二驅及2.0L四驅等兩種車型，全車系標配全景天窗、7具安全氣囊、雙前座雙段加熱功能、方向盤換檔撥片等。可惜臺灣當年尚未颳起跨界休旅車之風潮，且售價超過新台幣1百萬，銷售成績未見起色，遂於2014年停止進口。
2012年 - 美國市場4月實施第一次小改款，外觀上變更前後保桿的設計，將進氣壩做得更具立體感，霧燈旁設置C字形日行燈，換裝新設計的鋁圈，側裙改成灰色，取消車頂行李架。同年7月10日以三菱Outlander Sport之名在印尼上市，按配備多寡分成GLX、GLS、PX等車型。
2013年 - 7月26日三菱宣布MMC Automotores do Brasil Ltda.開始在巴西戈亞斯州卡塔洛的工廠投產三菱ASX。
2015年 - 為了符合歐盟六期排放標準之要求，7月13日起歐規版ASX全面換裝1.6L直列四缸SOHC DV6C型渦輪增壓柴油引擎，以取代舊有的1.8L直列四缸DOHC 4N13型渦輪增壓柴油引擎。此外，汽油引擎的選項則是1.6L直列四缸DOHC 4A92型引擎。
2016年 - 美規版三菱Outlander Sport於同年11月開幕的洛杉磯國際車展公開第二次小改款，宣布於2016年式車型實施。最大的改變在於車頭導入家族特徵「Dynamic Shield」之造型設計，以及全新設計的輪圈；歐規版ASX的第二度小改款則自同年9月起實行。美國、新加坡、中國、印尼、馬來西亞、菲律賓等地趁著第二次小改款換裝成2.0L直列四缸DOHC 4B11型、2.4L直列四缸DOHC 4B12型等兩種引擎。
2017年 - 實施第三度小改款，外觀上變更前保險桿之設計，車尾門加上鍍鉻飾板，內裝上則變更儀表板設計。
2019年 - 2月開幕的日內瓦汽車展發布第四度小改款，重點擺在原廠稱作「Impact & Impulse」的車頭設計，同時換裝全新導光條式的紅白尾燈總成，新增兩種車色塗裝以及新式18吋輪框。動力心臟換上2.0L直列四缸DOHC 4J11型引擎，達到150ps最大馬力、19.9kg·m峰值扭力的表現。

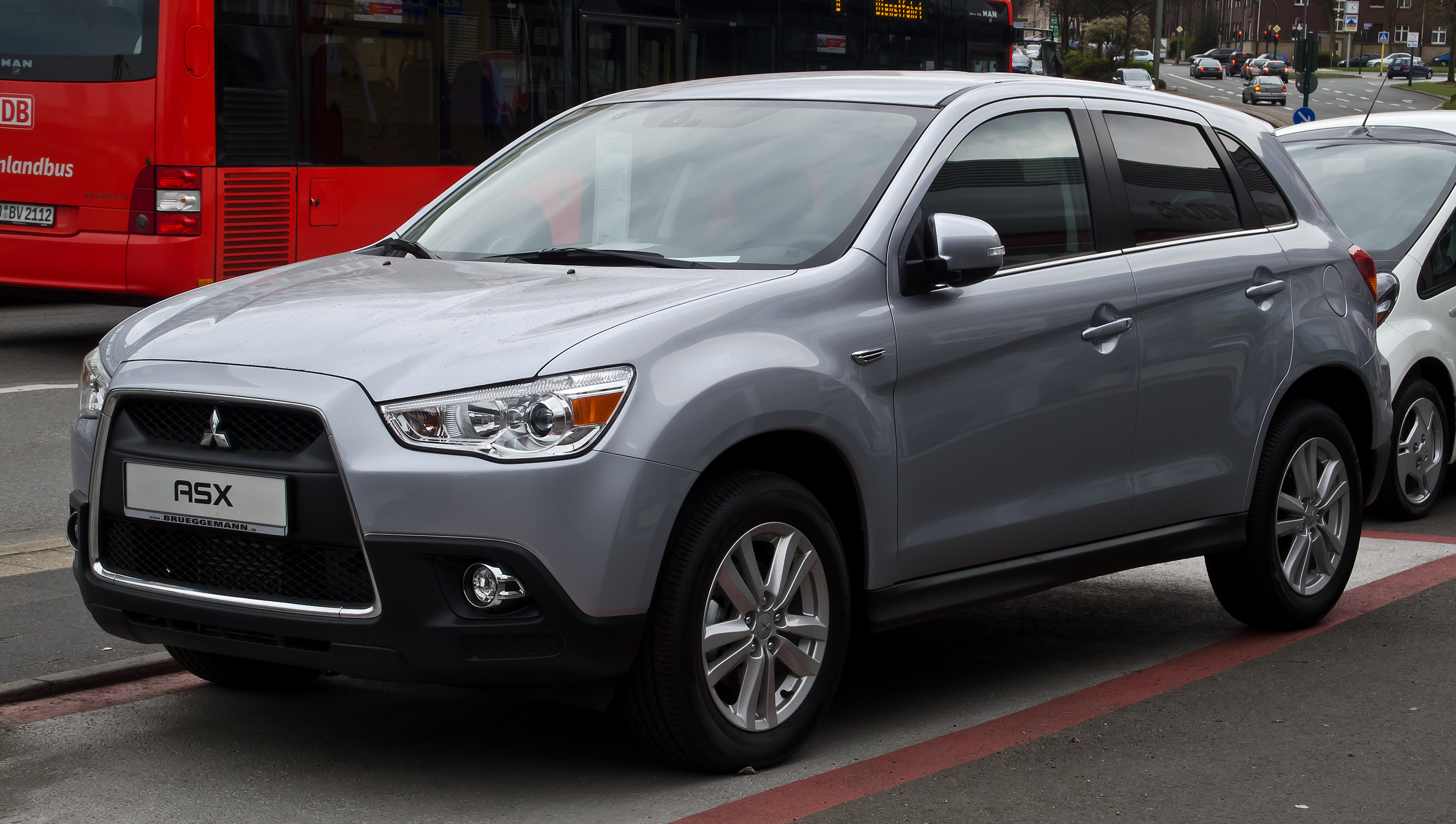
小改款前車頭
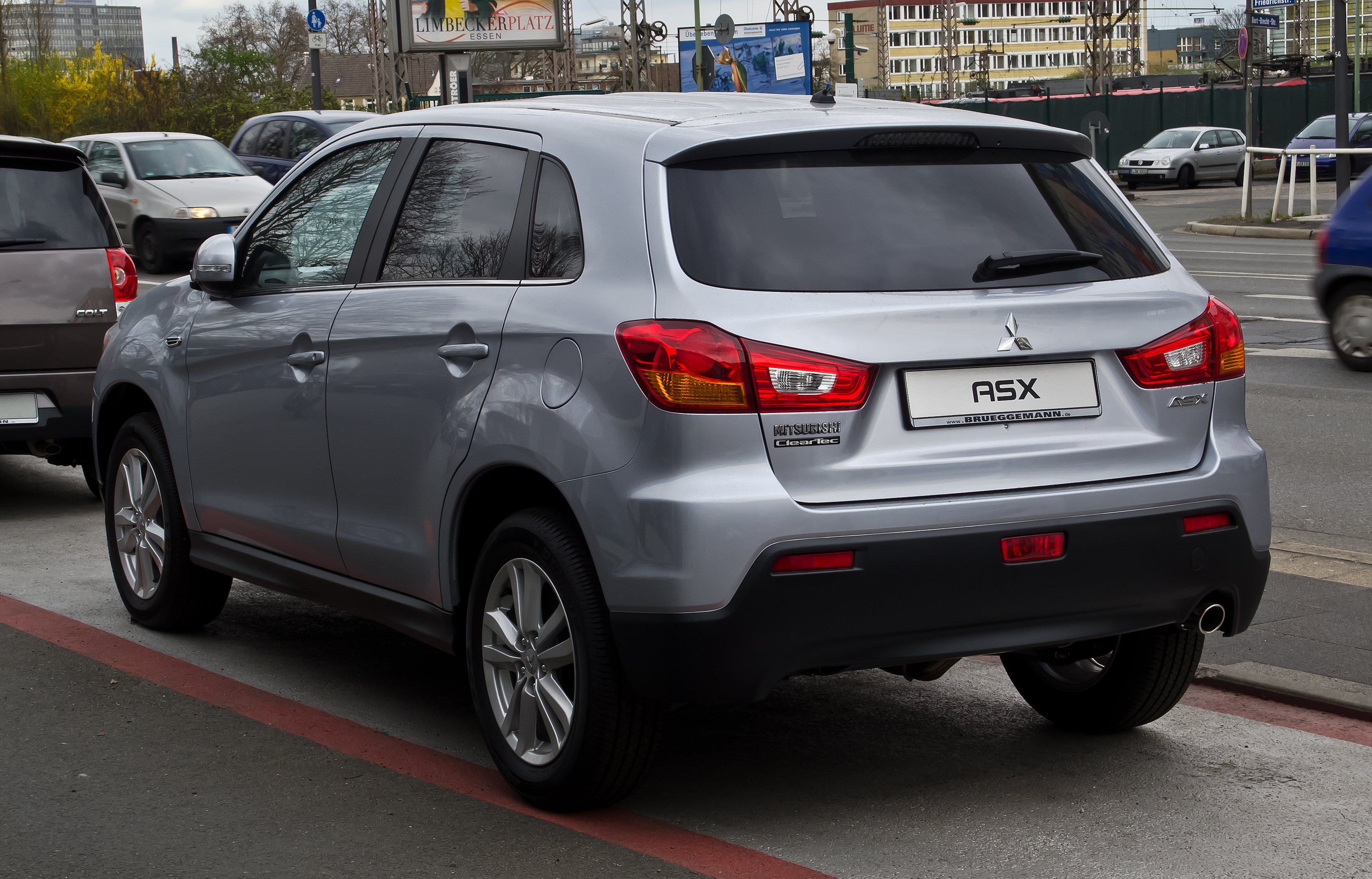
小改款前車尾
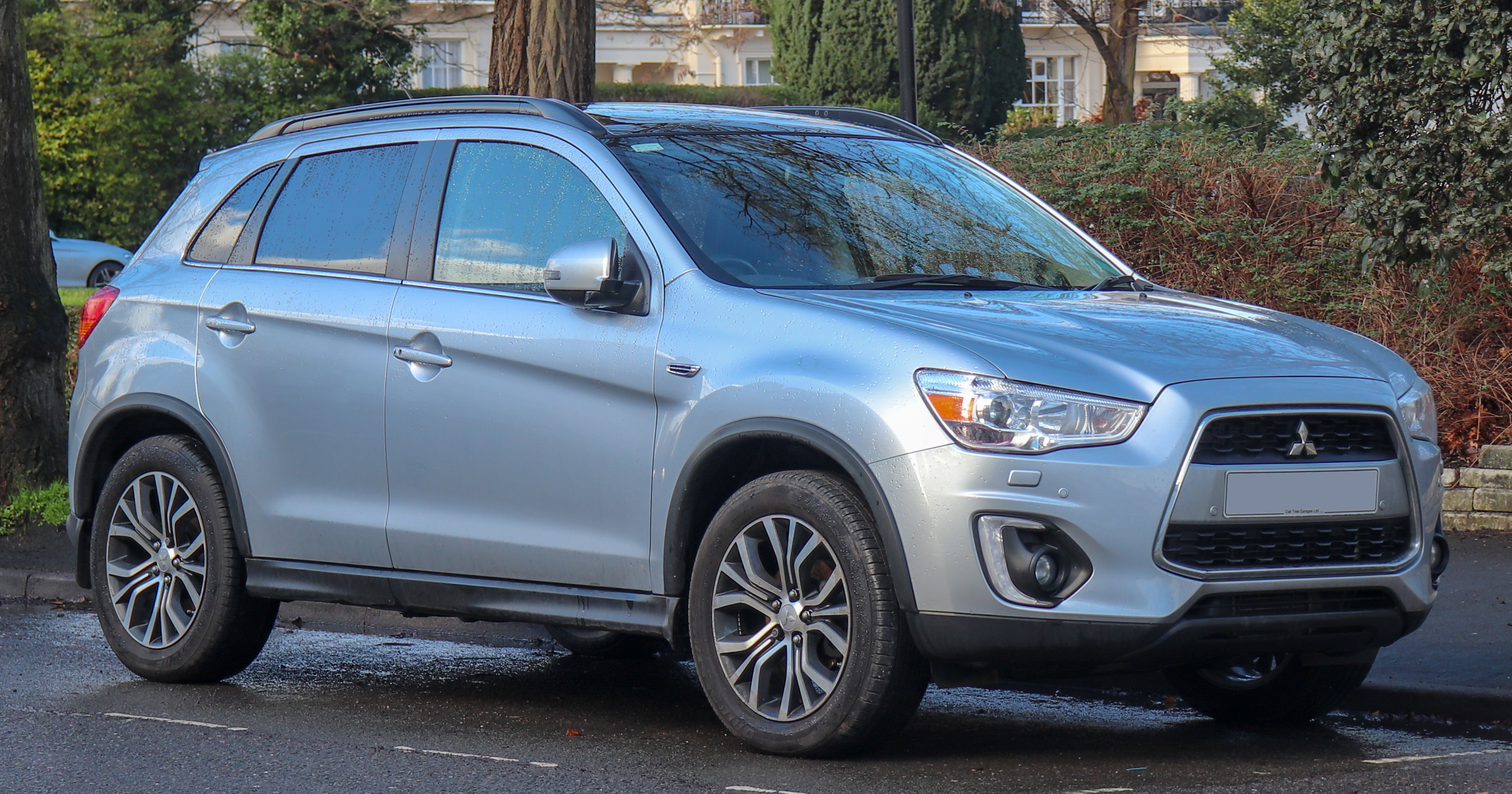
第一次小改款車頭
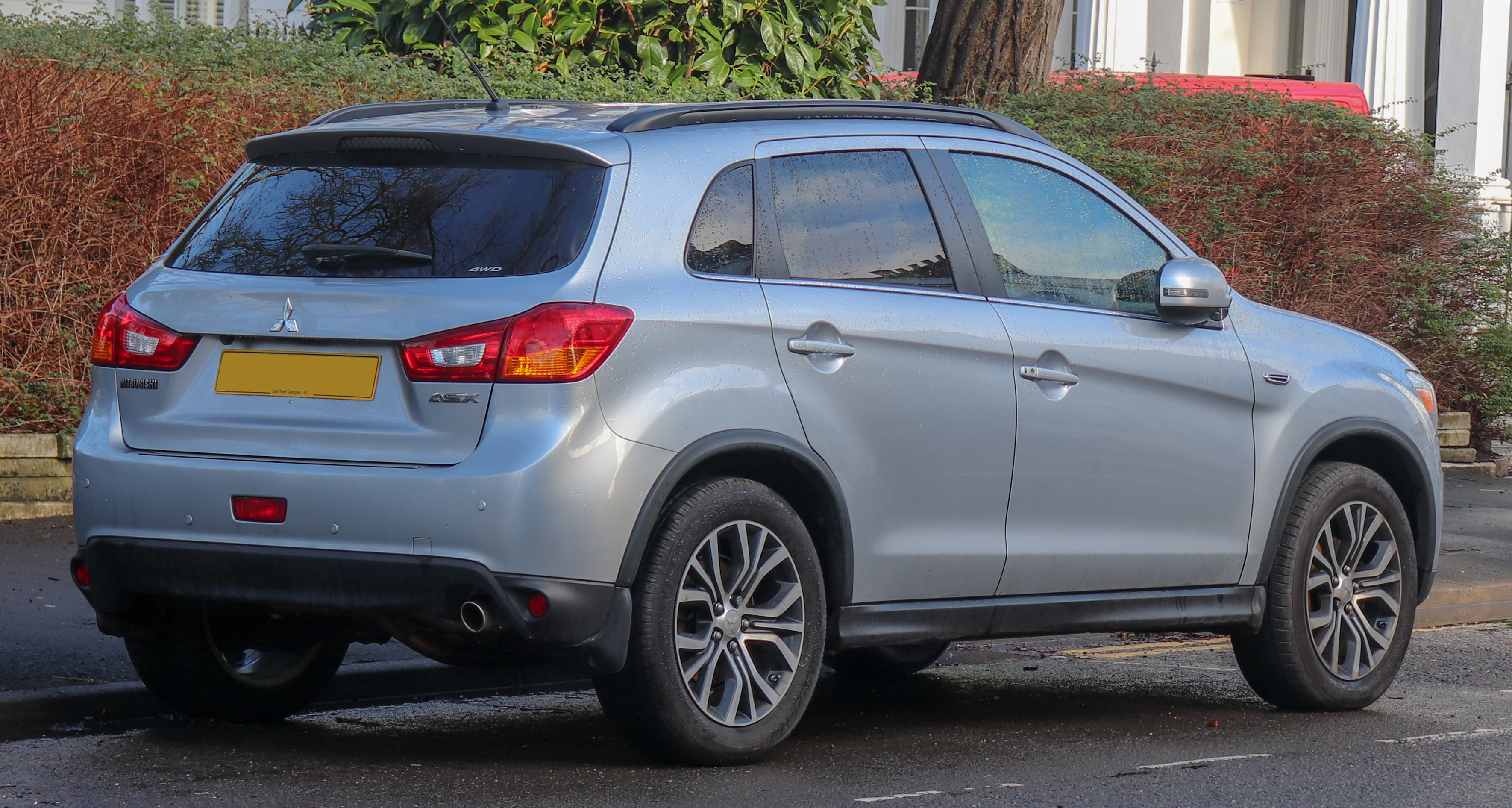
第一次小改款車尾
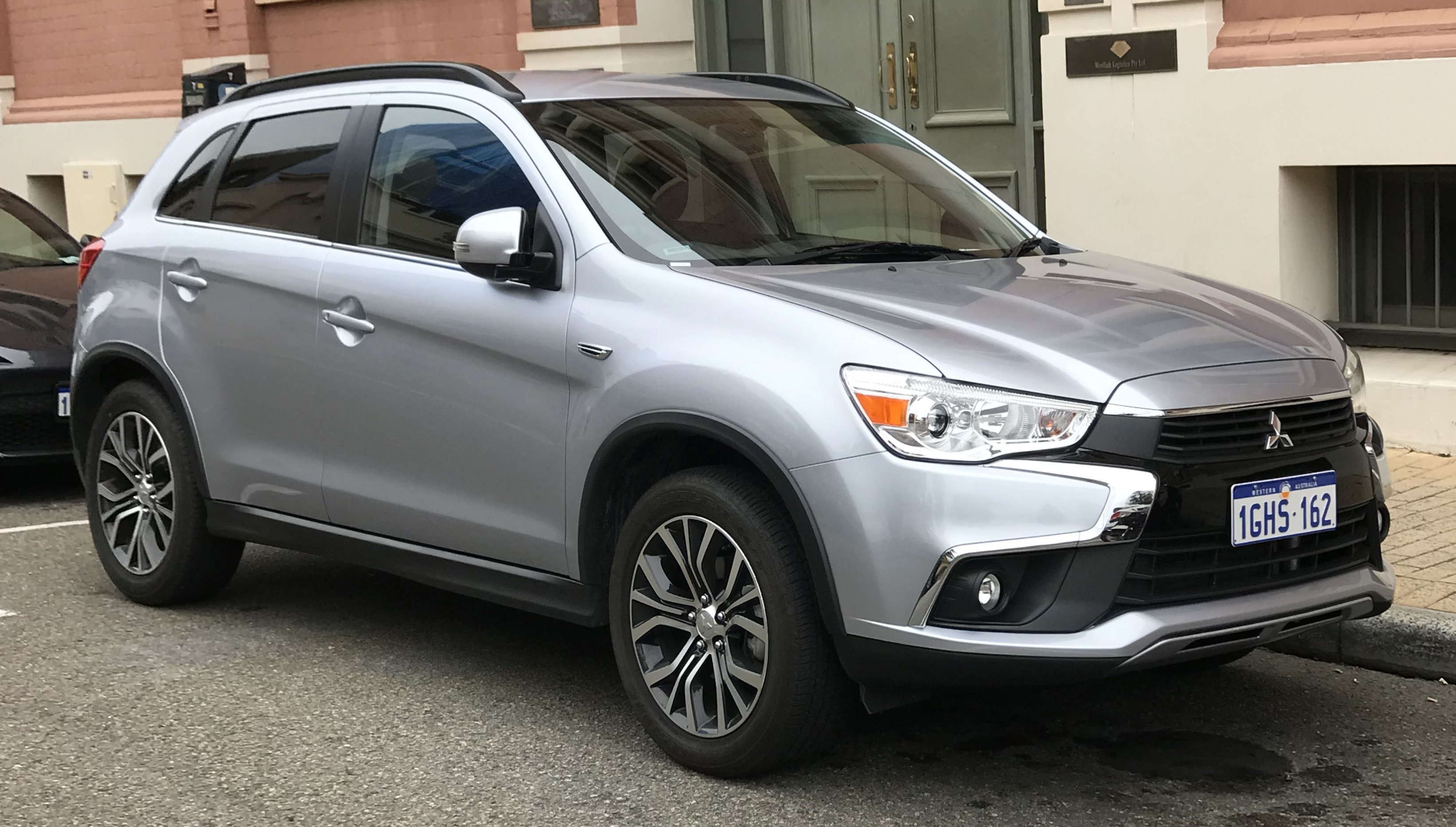
第二次小改款車頭
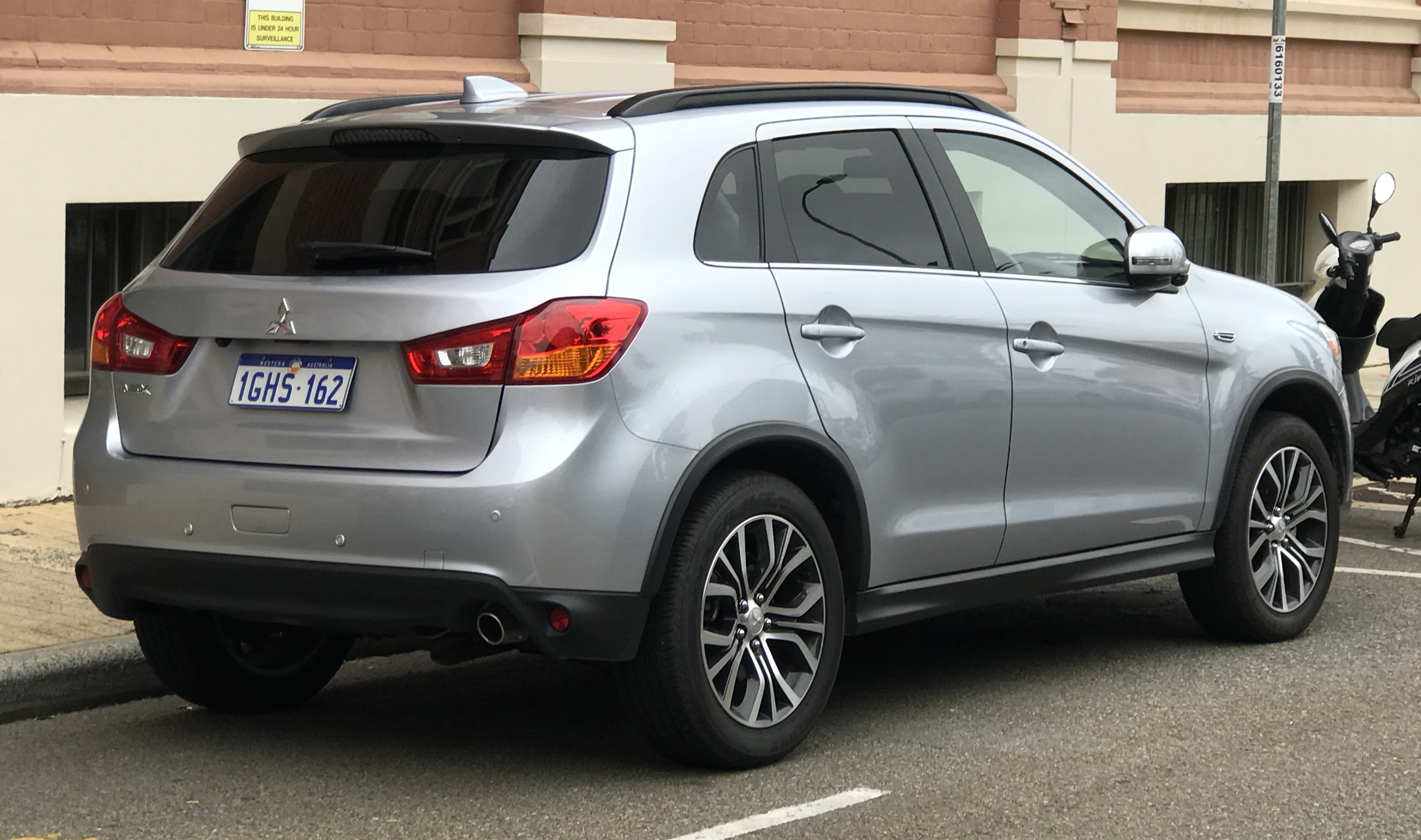
第二次小改款車尾
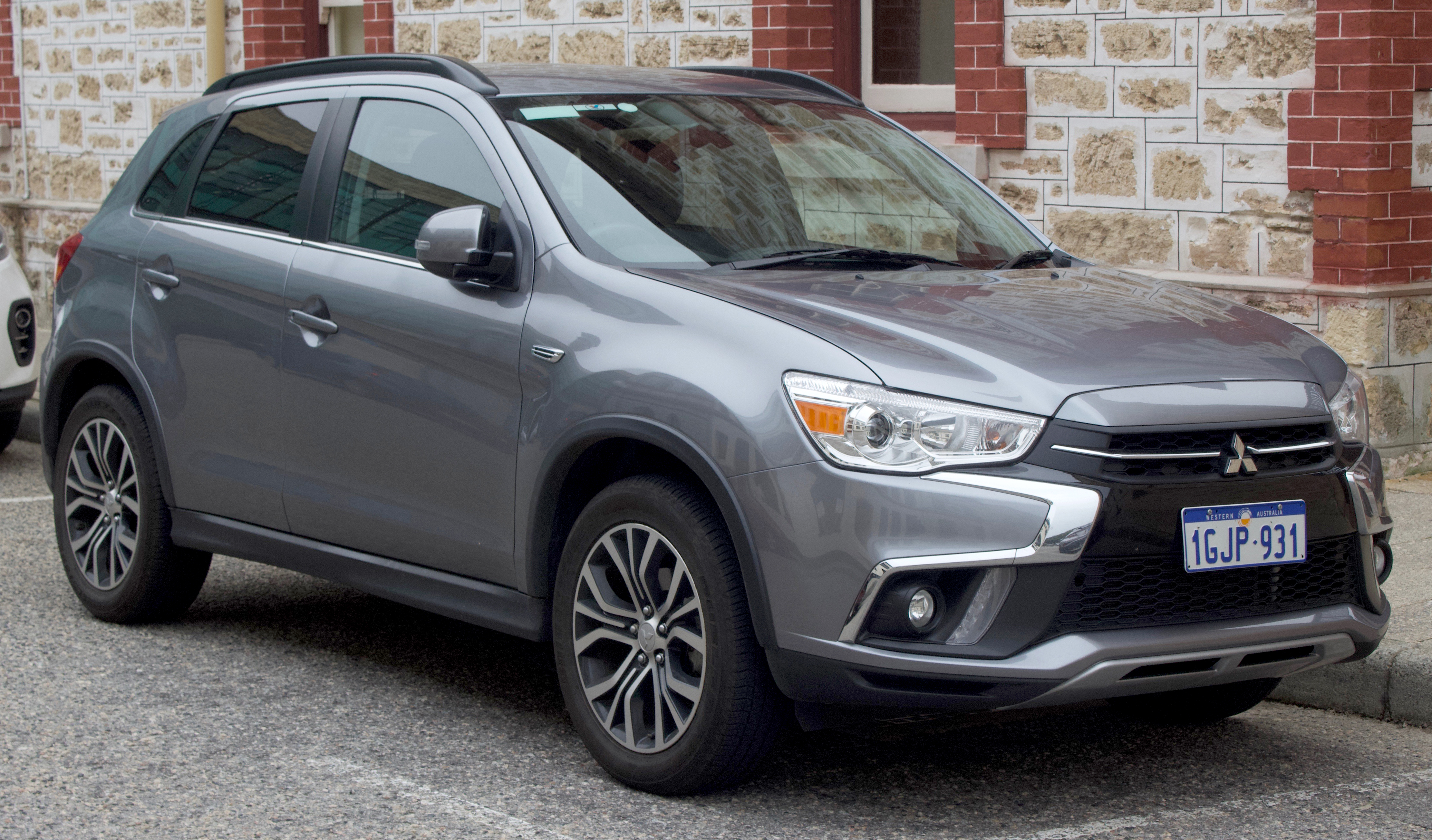
第三次小改款車頭
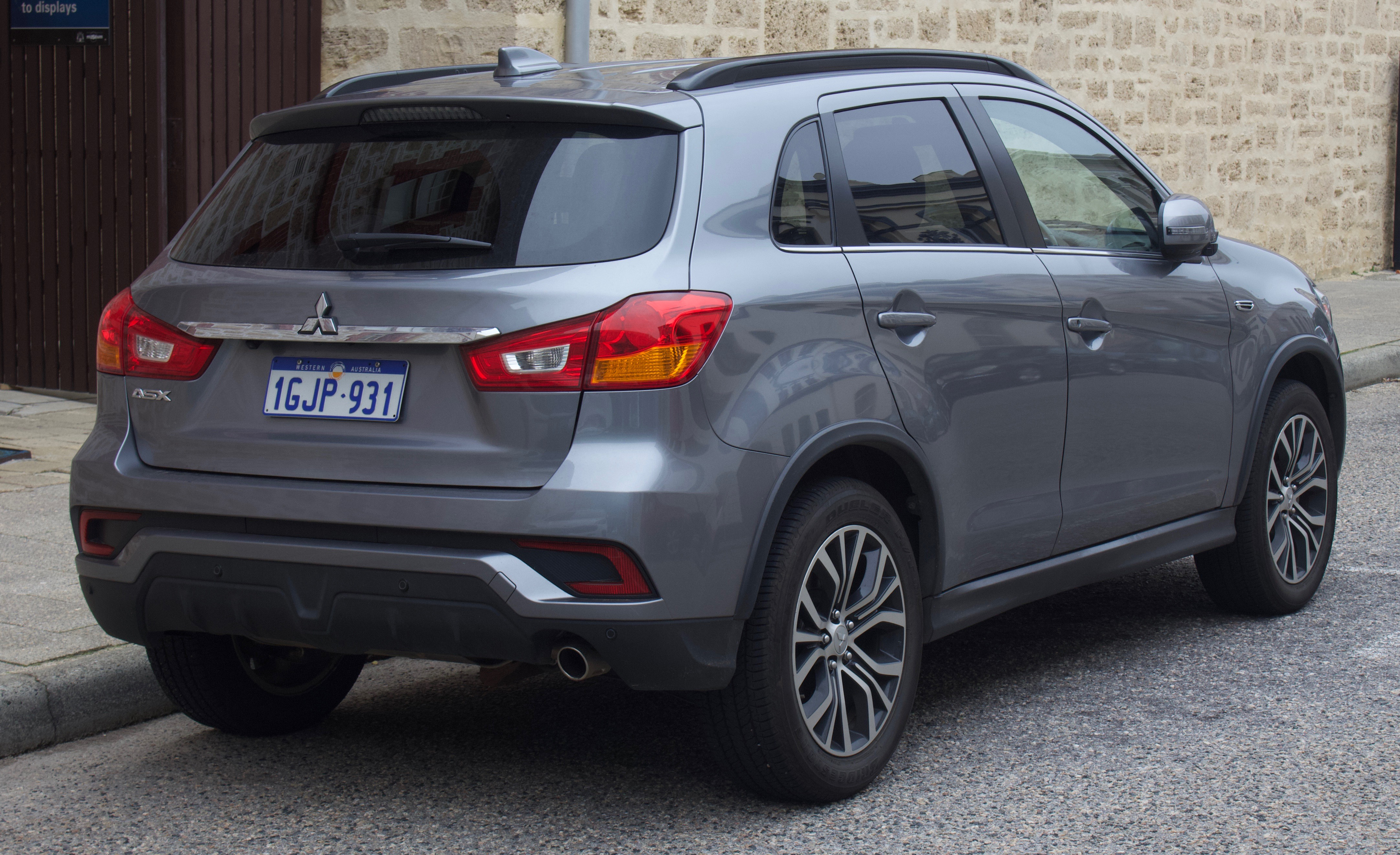
第三次小改款車尾
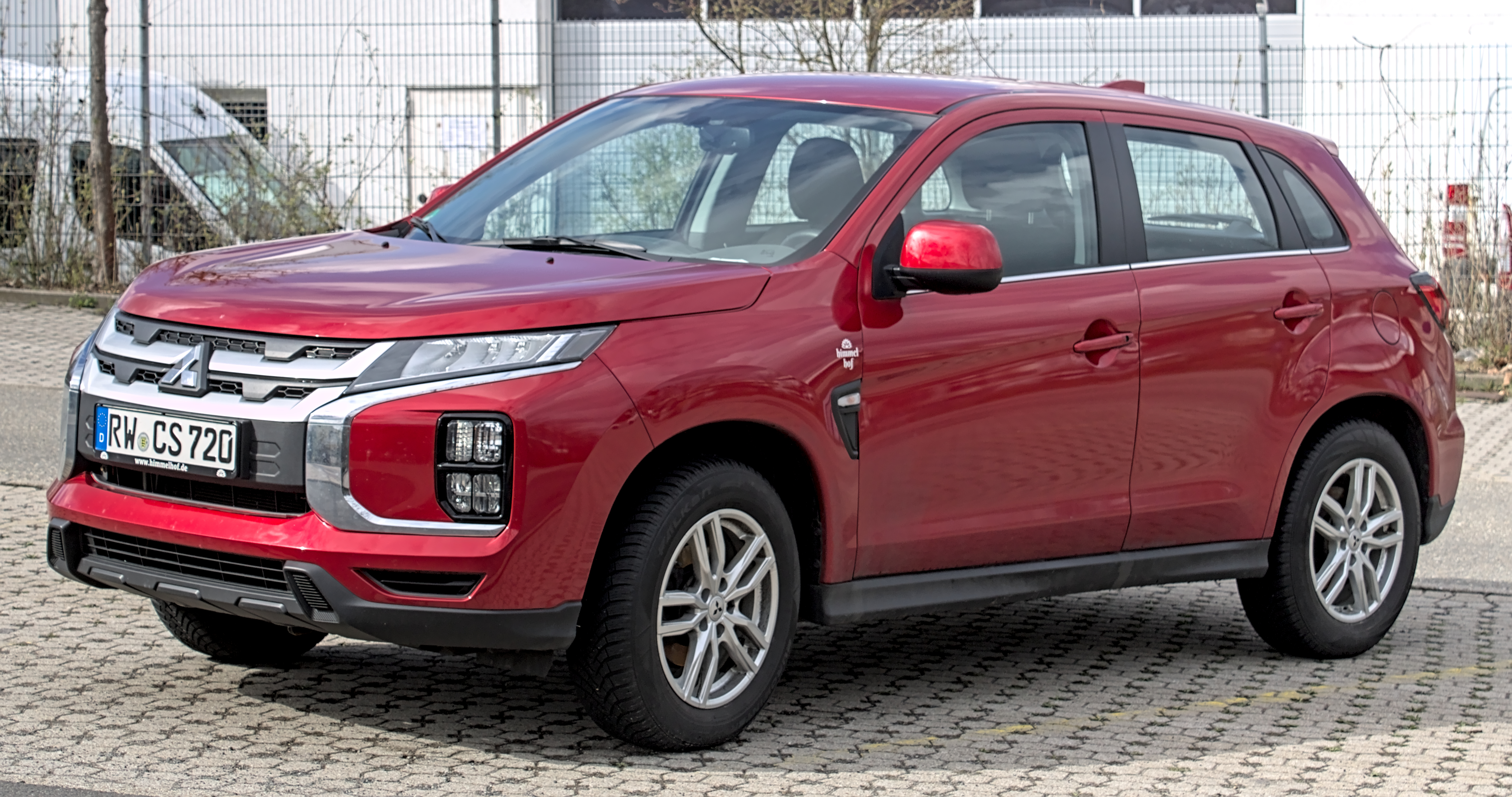
第四次小改款車頭
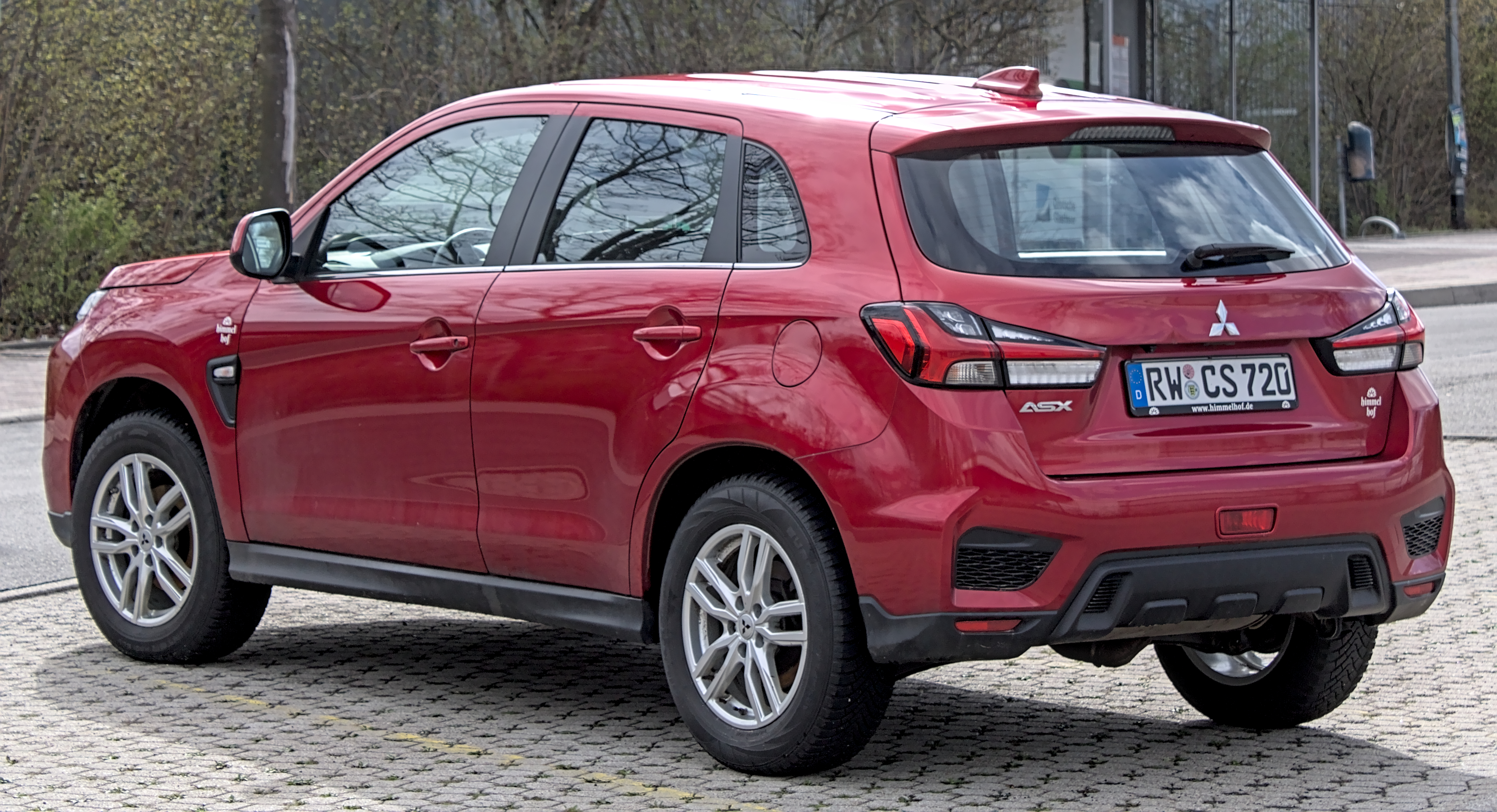
第四次小改款車尾

### 第二代JB/JE系（2023年迄今）
詳情請參照雷諾Captur。

2022年 - 9月21日原廠發布大改款的第二代ASX並於2023年3月陸續在德國、法國等地發售。與其說是大改款，實際上是更換廠徽銘牌的第二代雷諾Captur，援引雷諾日產聯盟的CMF-B HS平台打造而成，提供1.0L直列三缸DOHC H4Bt型渦輪增壓、1.3L直列四缸DOHC H5Ht型渦輪增壓（mild hybrid）、1.6L直列四缸DOHC H4M型（Hybrid、PHEV）等四種動力選項。外觀設計與雷諾Captur如出一轍，但水箱罩採用封閉式斜狀格柵設計，車尾的雷諾廠徽換成倒車顯影鏡頭，並將「MITSUBISHI」字樣置於下方。內裝大致沿用雷諾Captur，儀表板按照等級分成4.2吋資訊幕、7吋半數位儀表、具有導航資訊的10吋數位儀表板，中控主機也按等級分成7吋觸控螢幕的橫置SDA系統主機或是9.3吋觸控螢幕的直列式SDA系統主機，皆具備蘋果CarPlay與Android Auto功能。此外，高階車型提供原廠導航系統、BOSE環繞音響系統、8色氣氛燈等配備。在駕駛輔助科技方面，全車系標配包含FCM主動煞車輔助、LDW車道偏離警示、LDP車道偏離輔助、TSR交通標誌識別、停車雷達與倒車顯影。高階車型除追加BSW盲點偵測系統、超速警告、AHB自動遠近光燈切換外，尚有MI-PILOT駕駛輔助系統，整合全速域ACC主動巡航系統附Stop&Go怠速熄火系統，以及LCA車道維持居中輔助功能。
2024年 - 4月23日進行小改款，車頭樣貌透過修改頭燈與水箱護罩的方式和兄弟車雷諾Captur做出區別，車尾設計則沒有什麼更動，輪圈改為刀削式輪框。中控台換上10.4吋資訊娛樂螢幕並導入Google車載資訊系統，取消原先位於螢幕下方的三顆旋鈕，排檔桿改採扁平寬大之設計，停車輔助系統新增新增360度環景影像系統、RCTA後方車側警示等功能。

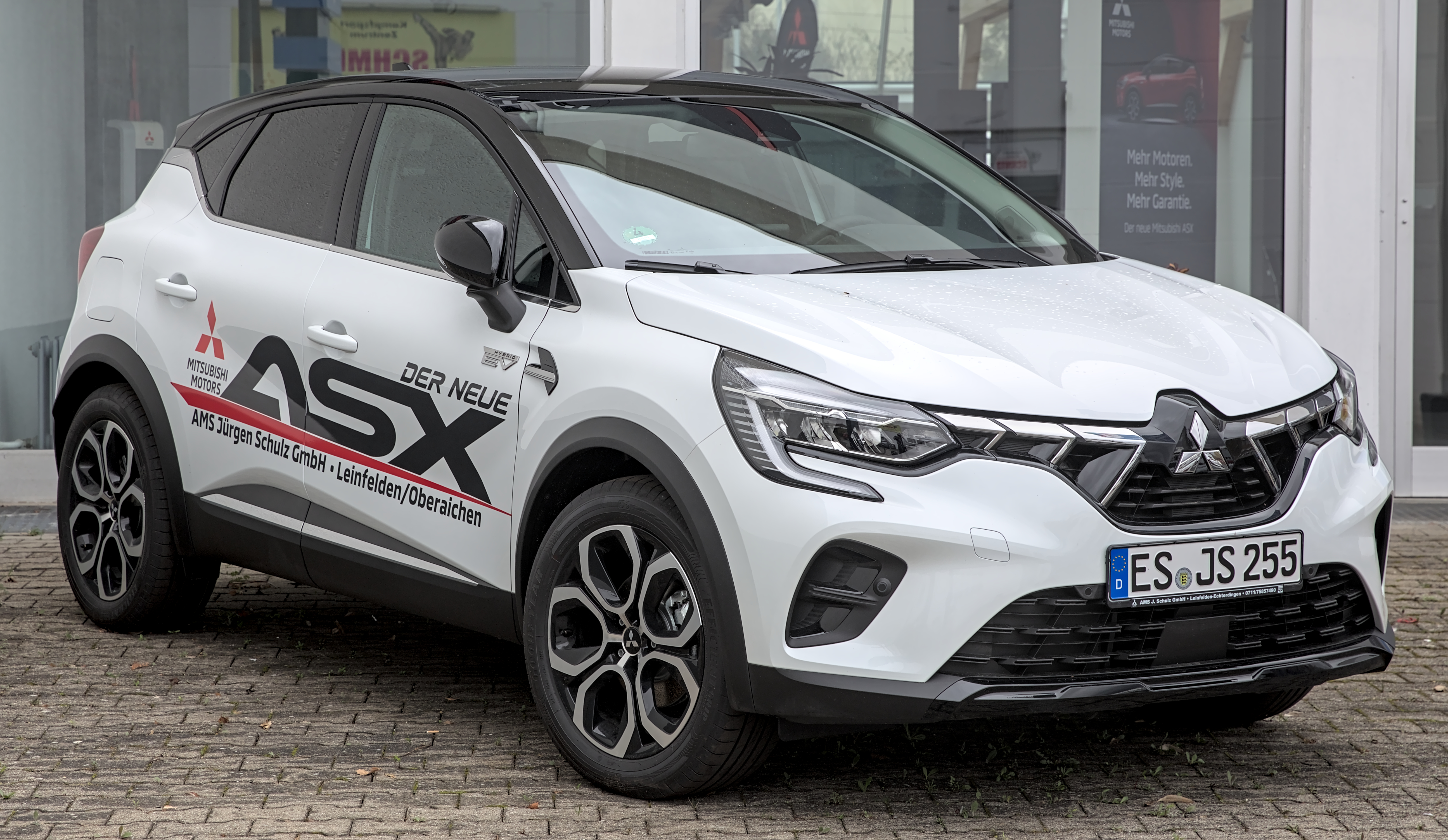
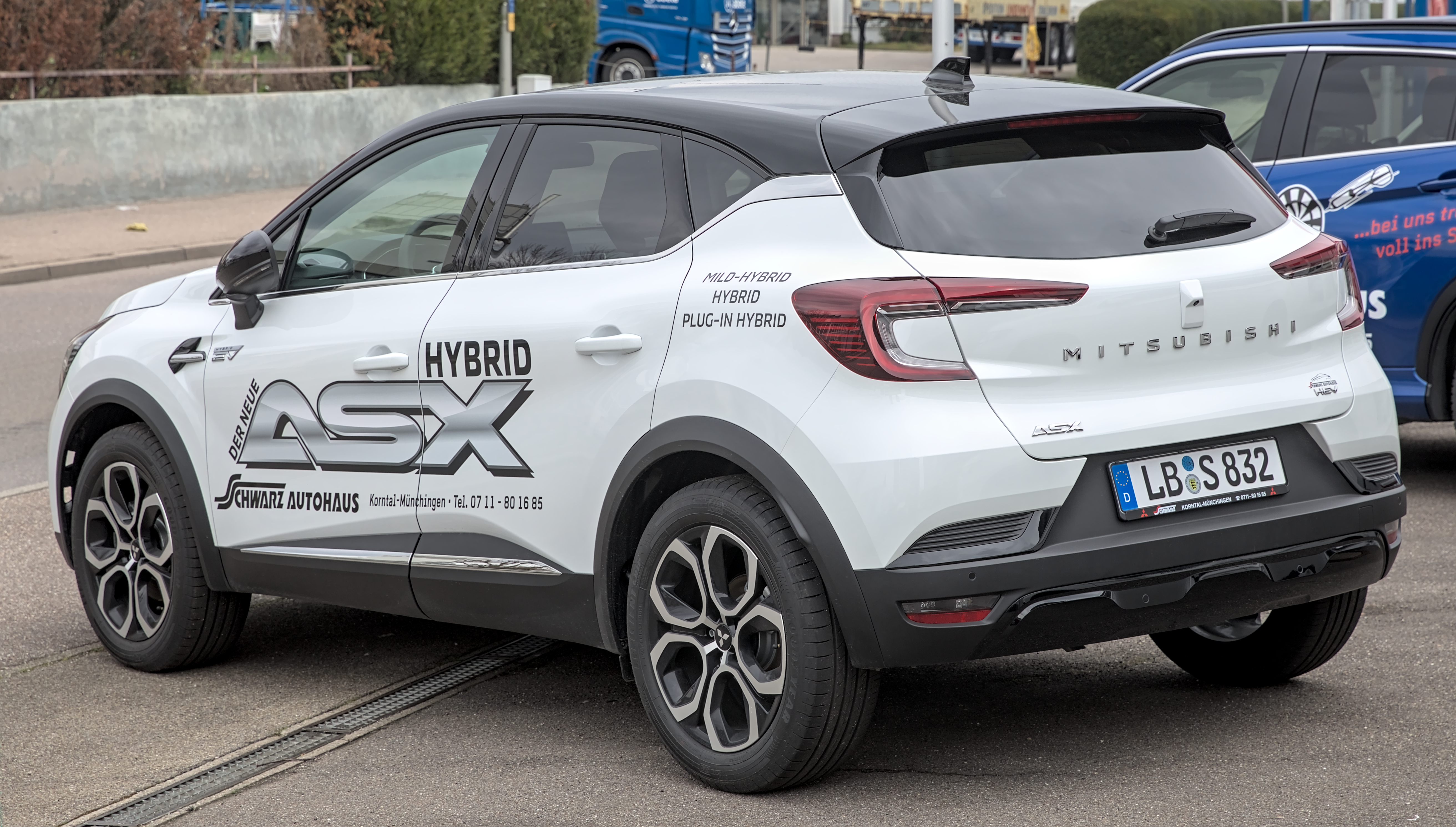
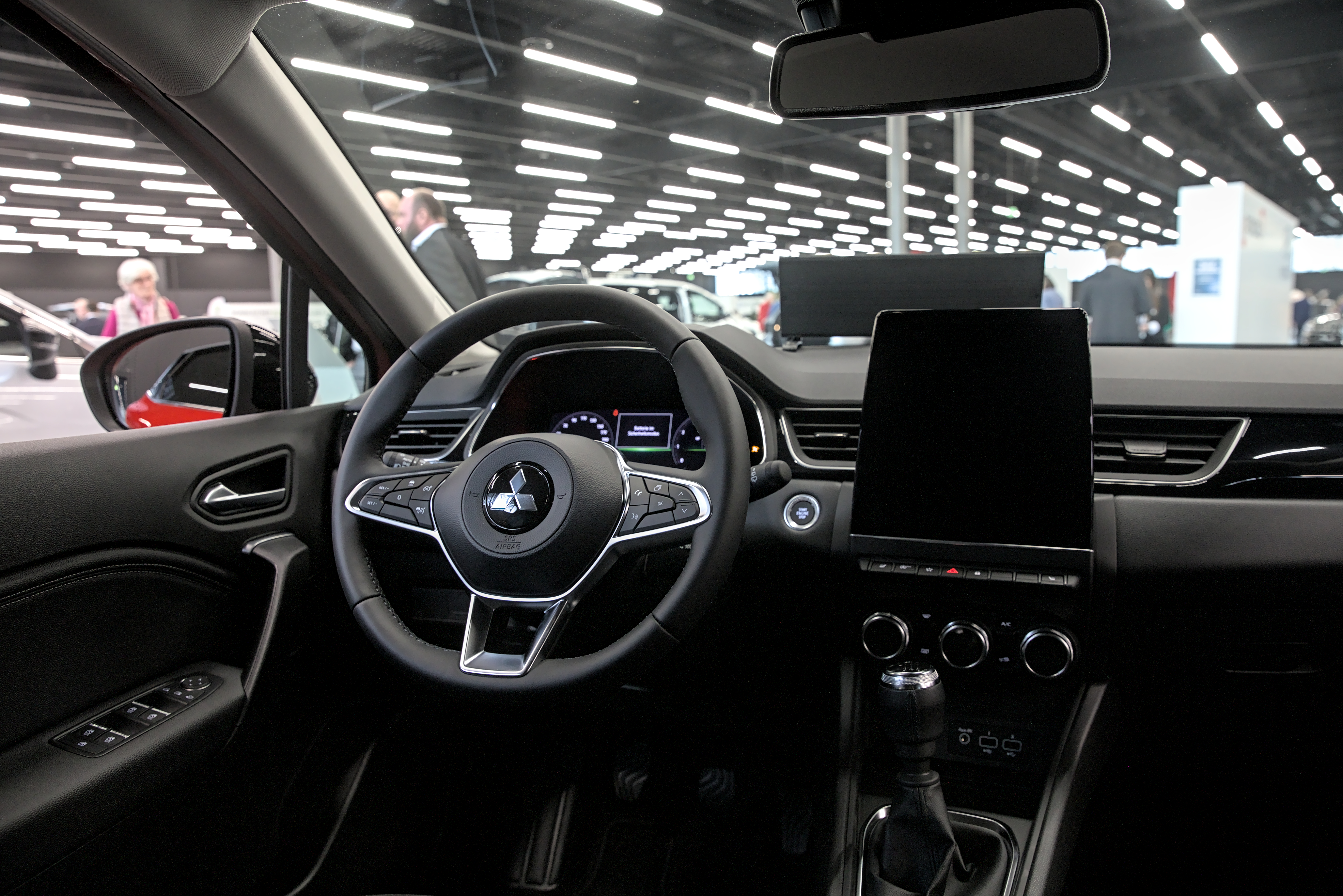
內裝
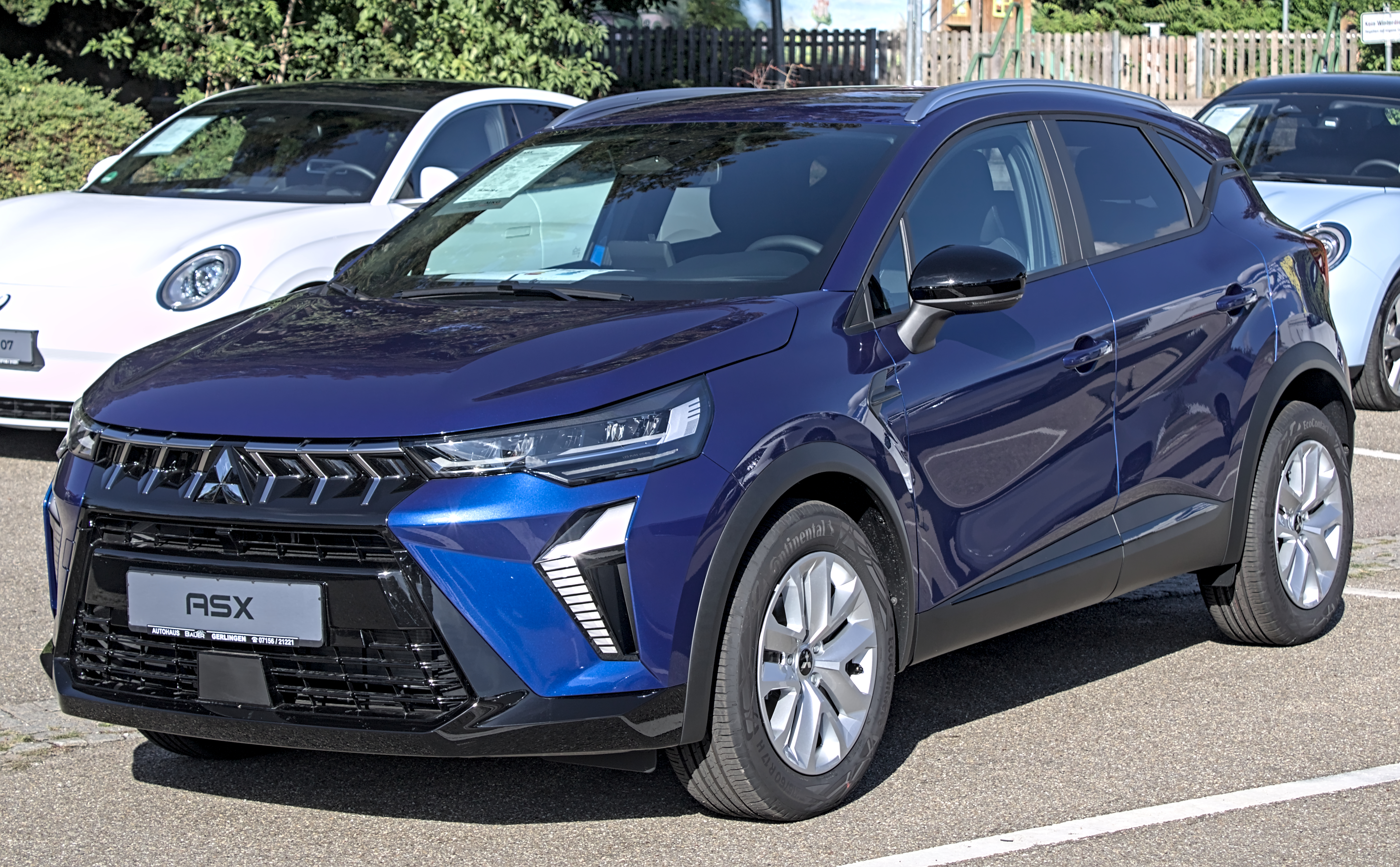
小改款車頭
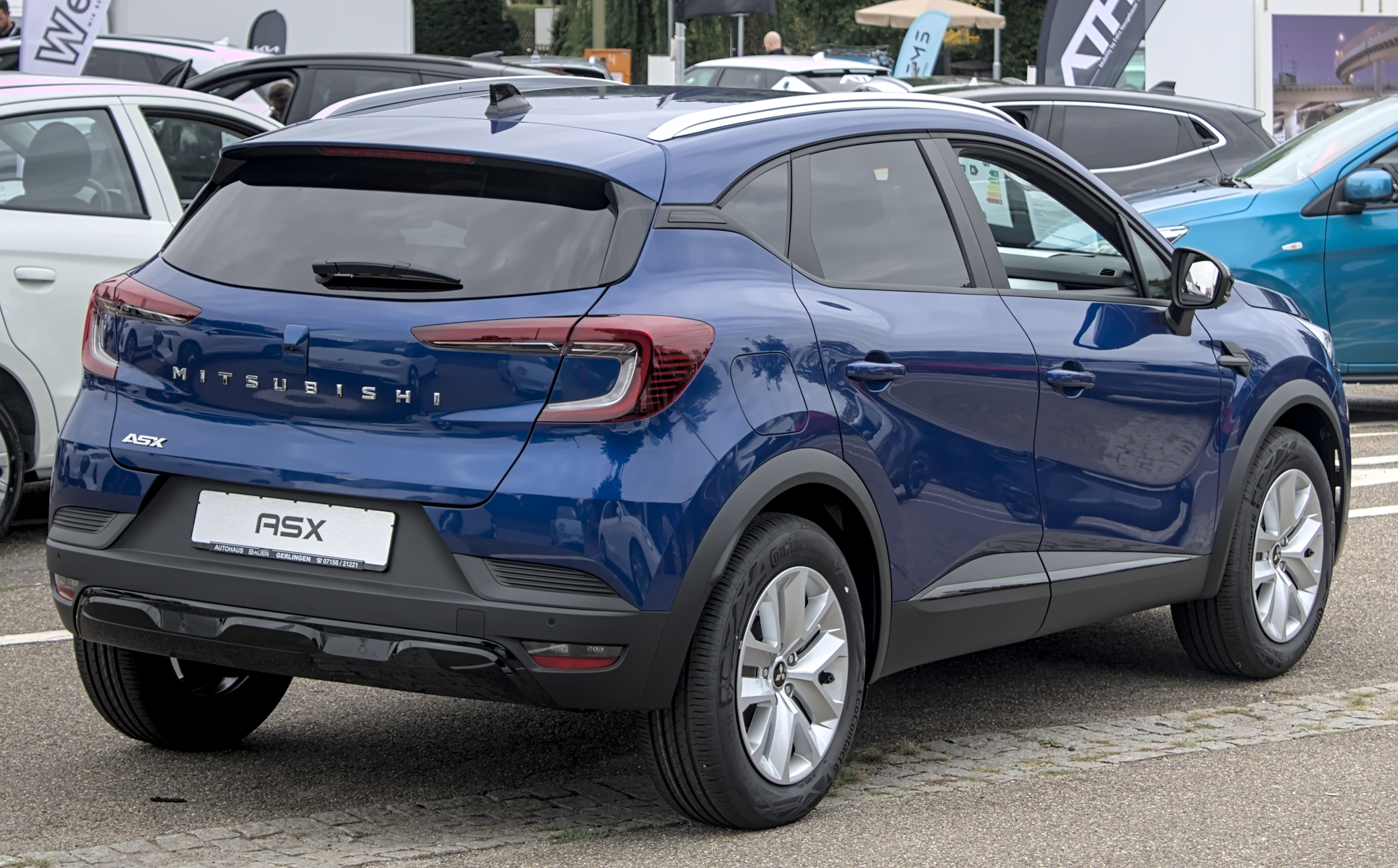
小改款車尾

## 外部連結
- （英文）國際官方網站 （页面存档备份，存于）